# リポビタンD TREND EYES
リポビタンD TREND EYES（リポビタンデー・トレンド・アイズ）は、TOKYO FMをキー局とするJFN系列全国ネットで放送されていたラジオ番組。

## 番組概要
JFN平日朝ワイド『クロノス』に内包される形で放送していたが、大阪・愛知・福岡で『クロノス』そのものが放送されていないため、番組内では『クロノス』の番組名は殆どアナウンスされていなかった。
前番組『リポビタンD Sports Nonfiction』に引き続き、リポビタンDを販売している大正製薬による一社提供番組。前番組がスポーツニュース中心の内容となっていたが、当番組は世の中をにぎわせている「トレンド」にフォーカスをあてる内容に変わっている。
場合によってはコンセプトが共通している直後の『追跡!』を含めた約20分にわたってゲストの生ライヴを放送することもあった。
『クロノス』の終了に伴い、2019年3月29日の放送で終了。

### 基本放送時間
7:10 - 7:18 （月曜 - 金曜）
番組のタイムテーブルでは9分（『Heart to Heart ありがとう、先生!』『笑顔100点満点♪』放送のため）、ないしは10分（スペースの都合で19分からの番組が入らないため）でかかれているところがあるが、19分からの番組はステーションブレイクを入れず18分30秒から1分、その後にCMをはさむため実質の放送時間は8分半である。

### 放送内容
- JFN共通ジングル or 局別ジングル or タイムコールジングル[1]
- オープニングジングル
- その日に取り上げる話題とそれに関連したTOP3
  - CM
- ランキングからのピックアップ

### 曜日別のピックアップ
- 月曜日：スポーツ - 週末に行われたスポーツから番組独自に気になった話題と、中西の解説。
- 火曜日：ビジネストレンド - その週にあるイベントなどからビジネスパーソンに役立つ話題やビジネス本の売上ランキング
- 水曜日：ミュージック - ビルボードジャパン ラジオソングスチャート、Spotify Japan、オフィシャル UK アルバム チャート、Billboard Japan HOT 100、放送前週の『JA全農 COUNTDOWN JAPAN』など週替わりの音楽チャート。いずれも上位5位のみ発表し、1位かランキング内の1曲を流す。
- 木曜日：カルチャー - 毎週、さまざまなジャンルの専門家などをゲストに呼んで、そのジャンルに沿ったランキングを発表する。稀に「中西哲生の本棚から」というタイトルで、中西が所持する書籍から気になるフレーズをランキングにしたものが放送されることもある。
- 金曜日：トレンドワード - BIGLOBEが提供するツイッター分析サービス、「ついっぷるトレンド」がまとめた「トレンドワード・ランキング」

### ラジオCM
オフィスやプライベートなど、サラリーマン、OLの過酷な日常をラジオドラマコント風にした15秒CM。毎日3本シャッフル形式でOAしている。半年（毎年4月、10月）ごとに新作が登場し、その作品数はおおよそ数百本。

## パーソナリティ
- 月 - 木 : 中西哲生、綿谷エリナ
- 金：速水健朗、綿谷エリナ